# Seznam uradnikov, ki jih je usmrtil Kim Džong-un
Kim Džong-un je od svojega prihoda na oblast v Severni Koreji decembra 2011 ukazal izvesti številne množične poboje, med katerimi je bilo tudi veliko severnokorejskih uradnikov. Ta stran vsebuje seznam nekaj uradnikov, ki so bili usmrčeni na Kimov ukaz.

## 2012
- Kim Chol je bil do usmrtitve podpredsednik vojske. Domnevno je bil usmrčen z minometnim bombardiranjem.
- Ri Yong-ho je bil načelnik generalštaba Korejske ljudske vojske, dokler ga domnevno niso odstranili in usmrtili.
- Ri Kwang-gon je bil guverner Severnokorejske centralne banke, dokler ga domnevno niso odstranili in usmrtili.

## 2013
- Jang Song-thaek je bil stric Kima Džong-una in podpredsednik Nacionalne obrambne komisije Severne Koreje do njegove usmrtitve leta 2013.[3]
- Ri Ryong-ha je bil prvi namestnik direktorja upravnega oddelka Delavske stranke Koreje in pomočnik Jang Song-thaeka.
- Jang Su-gil je bil pred aretacijo in domnevno usmrtitvijo namestnik direktorja upravnega oddelka.
- Jon Yong-jin je bil severnokorejski veleposlanik na Kubi do odstranitve decembra 2013. Južnokorejske novice so poročale, da je bil usmrčen.[4]

## 2014
- O Sang-hon je bil namestnik varnostnega ministra na ministrstvu za javno varnost v vladi Severne Koreje, ki naj bi bil ubit v politični čistki leta 2014. Po navedbah virov, ki jih navaja južnokorejski časnik The Chosun Ilbo, je bil O Sang-hon, ki ga je strelec ustrelil zaradi njegove vloge pri podpori strica Kim Džong-una, Jang Song-thaeka.[5]
- Pak Chun-hong je bil do usmrtitve namestnik direktorja oddelka za administracijo korejske delavske stranke.

## 2015
- Hyon Yong-chol je bil minister ljudskih oboroženih sil do usmrtitve leta 2015.
- Choe Yong-gon je bil namestnik ministra za gradbeništvo in industrijo gradbenih materialov do svoje usmrtitve leta 2015.

## 2016
- Kim Yong-jin je bil do leta 2016 minister za izobraževanje v Severni Koreji. Leta 2016 so ga zaradi "slabega odnosa" aretirali in usmrtili.[6]